# Lagoa do Piauí
Lagoa do Piauí este un oraș în Piauí (PI), Brazilia.